# Дунайская кампания Крымской войны
Дунайская кампания — боевые действия между российскими и османскими войсками во время Крымской (Восточной) войны, проходившие на Дунае и в Дунайских княжествах с октября 1853 по август 1854 гг.

## Кампания 1853 года

### Вступление российской армии в Дунайские княжества
В июне 1853 года на южной границе России располагалась армия в 129 тысяч человек, имевшая 304 орудия. Для действий на Дунае предполагалось выделить около 90 тысяч человек при поддержке 208 орудий. Для содействия сухопутным войскам была предназначена Дунайская флотилия: два парохода, 27 канонерских лодок, две баржи и два бота, вооруженных 89 орудиями и 116 фальконетами.
Противостоявшая турецкая армия (около 150 тысяч человек) под командованием Омер-паши была расположена частью вдоль Дуная, частью — в Шумле и Адрианополе. Регулярных войск (низам) было меньше половины; остальная часть состояла из ополчения (редиф). Почти все регулярные войска были вооружены нарезными или гладкоствольными ударными ружьями. Турки имели неплохую артиллерию, и их войска были обучены европейскими инструкторами.
14 (26) июня 1853 года Николай I подписал манифест «О движении российских войск в Придунайские Княжества», в котором обосновывалась необходимость ввода войск с целью защиты прав и преимуществ православной церкви, нарушаемых в Турции. 

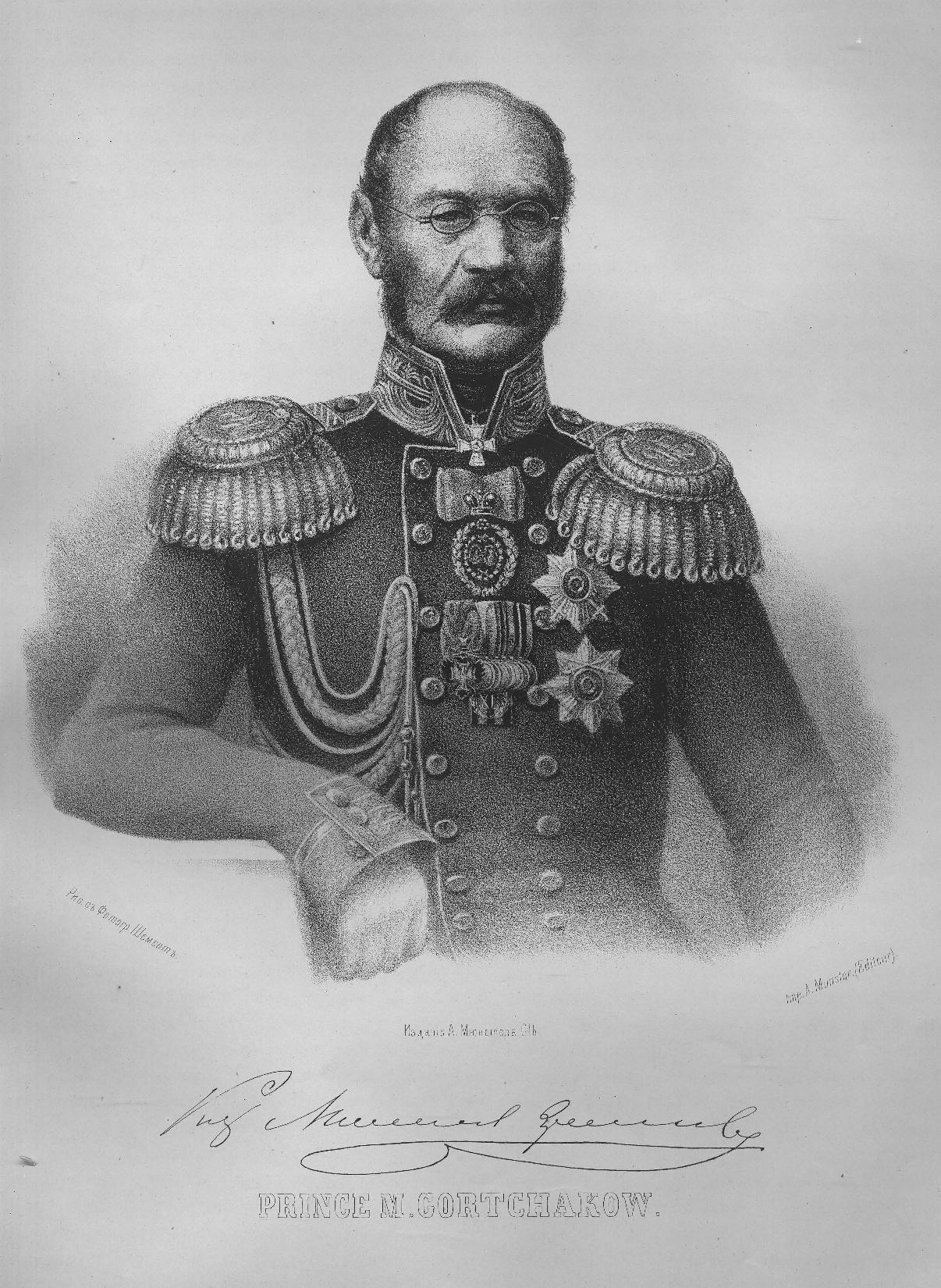
Генерал-адъютант князь М. Д. Горчаков

21 июня (3 июля) 1853 года начался переход войск через Прут у Скулян и Леово и форсированное движение с целью скорейшего занятия Бухареста, куда войска прибыли 3 (15) июля 1853 года. Общая численность вступивших в княжество войск насчитывала 81 541 человек. Командовал российскими войсками генерал-адъютант князь М. Д. Горчаков. Войска Дунайских княжеств (около 20 тысяч человек) были включены в состав русских войск, но в дальнейшем не использовались в боевых действиях.
2 (14) июля султан обратился к европейским державам с просьбой вступиться за целостность турецких владений. Тем временем части турецкой армии Омер-паши стали медленно подтягиваться к Дунаю, усиливая расположенные там войска.
После обмена нотами в начале сентября султан Абдул-Меджид 14 (26) сентября выдвинул ультиматум, требуя очистить Дунайские княжества. 27 сентября (9 октября) Омер-паша известил князя Горчакова, что если через 15 дней не будет дано удовлетворительного ответа об очищении княжеств, то турки начнут военные действия. 4 (16) октября Турция объявила войну. 
20 октября (1 ноября) Николай I подписал манифест «О войне с Оттоманской Портою». 

### Первые столкновения

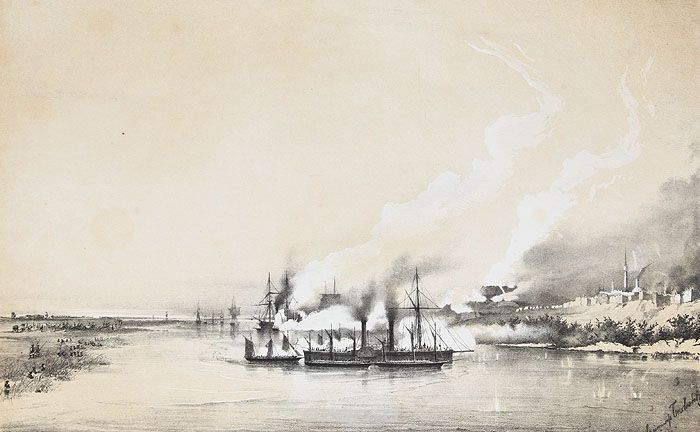
Действия восьми канонерских лодок на буксире пароходов Ординарец и Прут против турецкой крепости Исакчи 11 октября 1853 года

Русские войска занимали в октябре разбросанное положение вдоль Дуная: главные силы стояли в Бухаресте, прикрывшись на реке Арджис авангардом генерала Данненберга; особый отряд генерала В. Д. Богушевского был в расположен в Обилешти; правый фланг, отряд генерала Фишбаха, находился возле Каракула. Левый фланг армии под командованием генерала А. Н. Лидерса занимал Измаил, Рени, Килию. Особый отряд генерала Энгельгардта располагался в Галаце и Браилове.

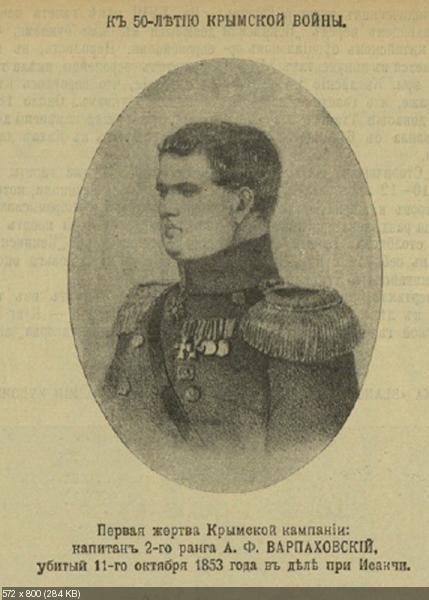
Начальник отряда А. Ф. Варпаховский — первый убитый в Крымскую войну русский офицер

Первый бой произошёл 11 (23) октября. По приказу генерала А. Н. Лидерса два парохода Дунайской флотилии и 8 буксируемых ими канонерских лодок проходили мимо турецкой крепости Исакча и подверглись артиллерийскому обстрелу; был убит командир отряда, капитан 2 ранга А. Ф. Варпаховский, ставший первой жертвой войны.
21 октября (2 ноября) Омер-паша, собрав у Туртукая силы в 14 тысяч, переправился на левый берег Дуная и занял ольтеницкий карантин, где начал возведение укреплений. 23 октября (4 ноября) шеститысячный русский отряд (одна пехотная бригада, девять эскадронов и сотен, 18 орудий) под командованием генерала Данненберга атаковал турок в этих укреплениях. Встретив серьёзный отпор и осознав, что под турецким артиллерийским обстрелом с правого берега Дуная карантин будет невозможно удержать, Данненберг отступил, потеряв около одной тысячи человек убитыми и ранеными. Однако турки не воспользовались своим успехом, сожгли карантин, мост на реке Арджис, и 31 октября (12 ноября) отошли на правый берег Дуная.
Затем Омер-паша сосредоточил значительные силы (около 40 тысяч человек) в Видине. Переправив часть войск в расположенное на левом берегу Дуная местечко Калафат, он решил атаковать разбросанное на протяжении 30 вёрст правое крыло русских войск (7000 человек), бывшее под командой генерал-адъютанта графа И. Р. Анрепа.
25 декабря 1853 (6 января 1854) турки, в числе 18 000, при 24 орудиях, атаковали отряд полковника Баумгартена (2500 человек), расположенный в деревнях Четате и Фынтына-Банулуй и, несмотря на упорное сопротивление русских солдат, выбили его из деревень. Подоспевший на выручку отряд генерал-майора К. А. Бельгарда помог удержаться Баумгартену. В полдень турки, узнав о подходе основных сил Анрепа, отступили в Калафат. Турки потеряли до 3 тысяч человек, 6 орудий и 2 знамени; у русских выбыло из строя 2 тысячи человек. 
Близ Рущука, у Никополя и Систова, турки неоднократно пытались переправиться на левый берег Дуная, но их вылазки постоянно отражались русскими войсками.
В конце января 1854 года выстрелами русской прибрежных батарей суда турецкой Дунайской флотилии, расположенные у вышеназванных пунктов, были частью приведены в негодность, частью разогнаны. Безуспешна была и попытка турок 20 февраля (4 марта) уничтожить русские батареи, возведённые на левом берегу напротив Силистрии. Этими боями закончился первый период Дунайской кампании.

## Кампания 1854 года

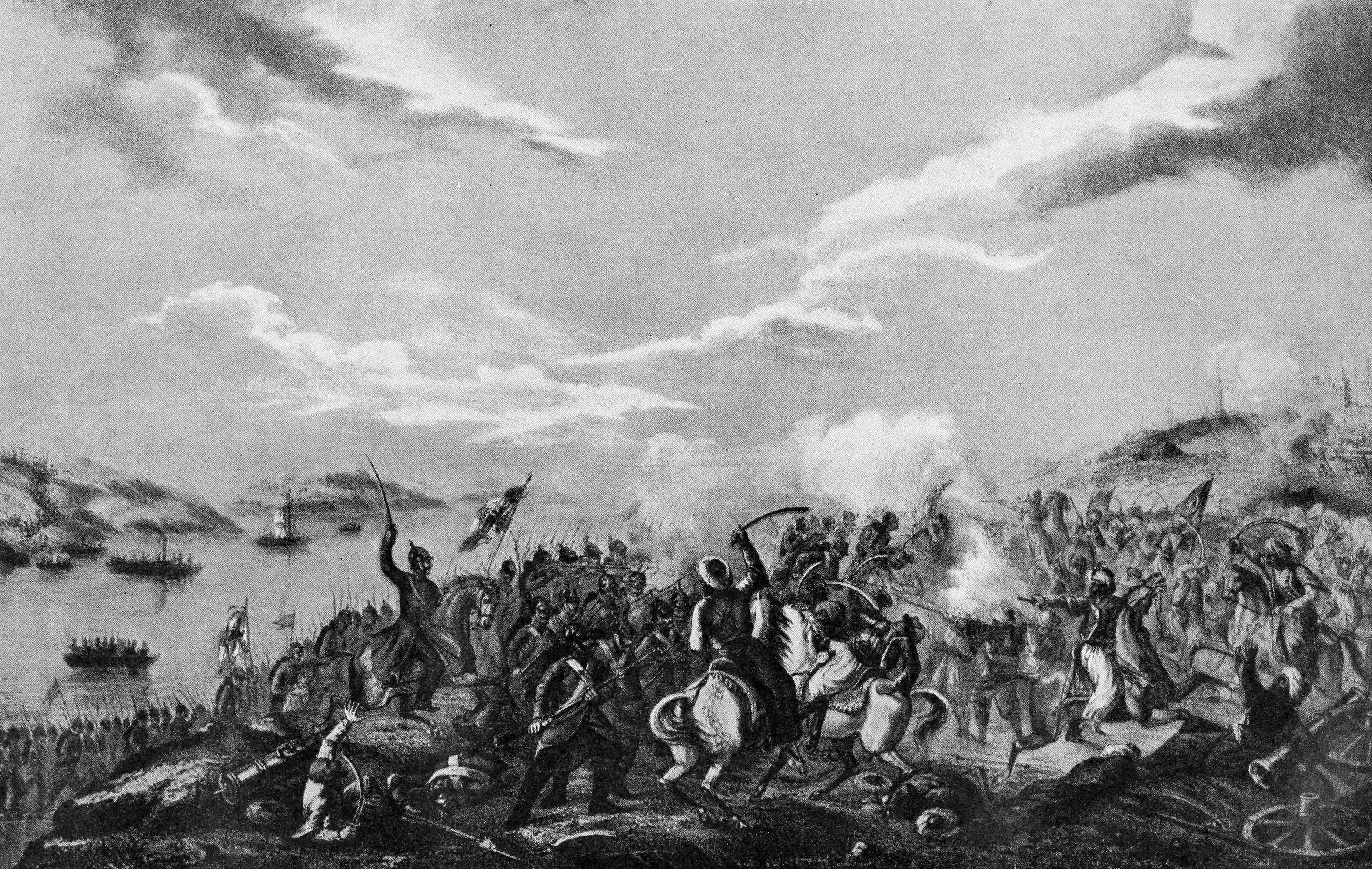
Переправа русских войск через Дунай 2 марта 1854 года

Кампания 1854 года на Дунае началась 11 (23) марта. Русские войска переправились на правый берег реки у Браила, Галаца и Измаила и заняли крепости Мачин, Тульча и Исакча.

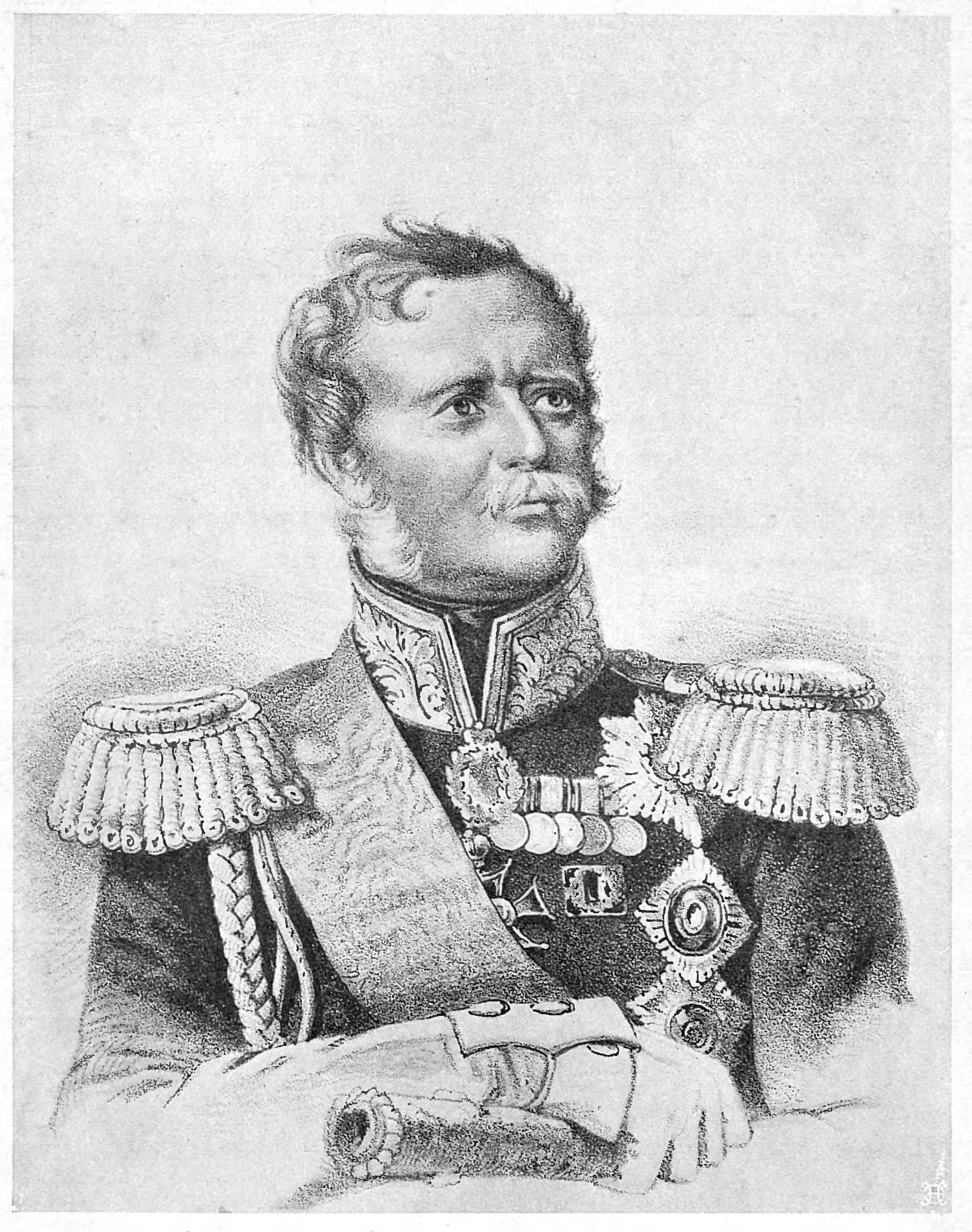
И. Ф. Паскевич-Эриванский.

Горчаков, выполняя распоряжения князя Паскевича, не двинулся к Силистрии, овладеть которой было бы сравнительно нетрудно, так как укрепления её в то время ещё не были окончены. Паскевич опасался, что за Дунаем русские войска встретят объединённые силы турок и англо-французских десантных отрядов, а также возможное появление в тылу австрийской армии. Сам Паскевич прибыл на театр военных действий только 3 (15) апреля и не решался отдать приказ о дальнейшем наступлении. Вмешательство Николая I двинуло армию вперед, но наступление велось крайне медленно, и только 4 (16) мая войска стали подходить к Силистрии.
В ночь на 6 (18) мая началась осада Силистрии. Паскевич отверг план начальника инженеров генерала К. А. Шильдера, по которому, при условии полного обложения крепости, ею можно было овладеть за две недели. Вместо этого, даже не блокируя Силистрию, которая, таким образом, могла сообщаться с Рущуком и Шумлой, были проведены осадные работы против сильного передового форта Араб-Табиа. В ночь на 17 (29) мая в 80 саженях от него была заложена траншея. Вылазка турок была отбита, но штурм, по собственной инициативе предпринятый генералом Д. Д. Сельваном (командовавшим войсками в траншеях), был отбит османами. Русские потеряли более чем 900 человек убитыми и ранеными.
В это же время 16 (28) мая под Каракулом был разбит отряд полковника Карамзина, и сам он был убит. 
В конце мая в порту Варна началась высадка англо-французской армии (30 000 французов а 20 000 британцев), которые затем стали выдвигаться в сторону Добруджи. 

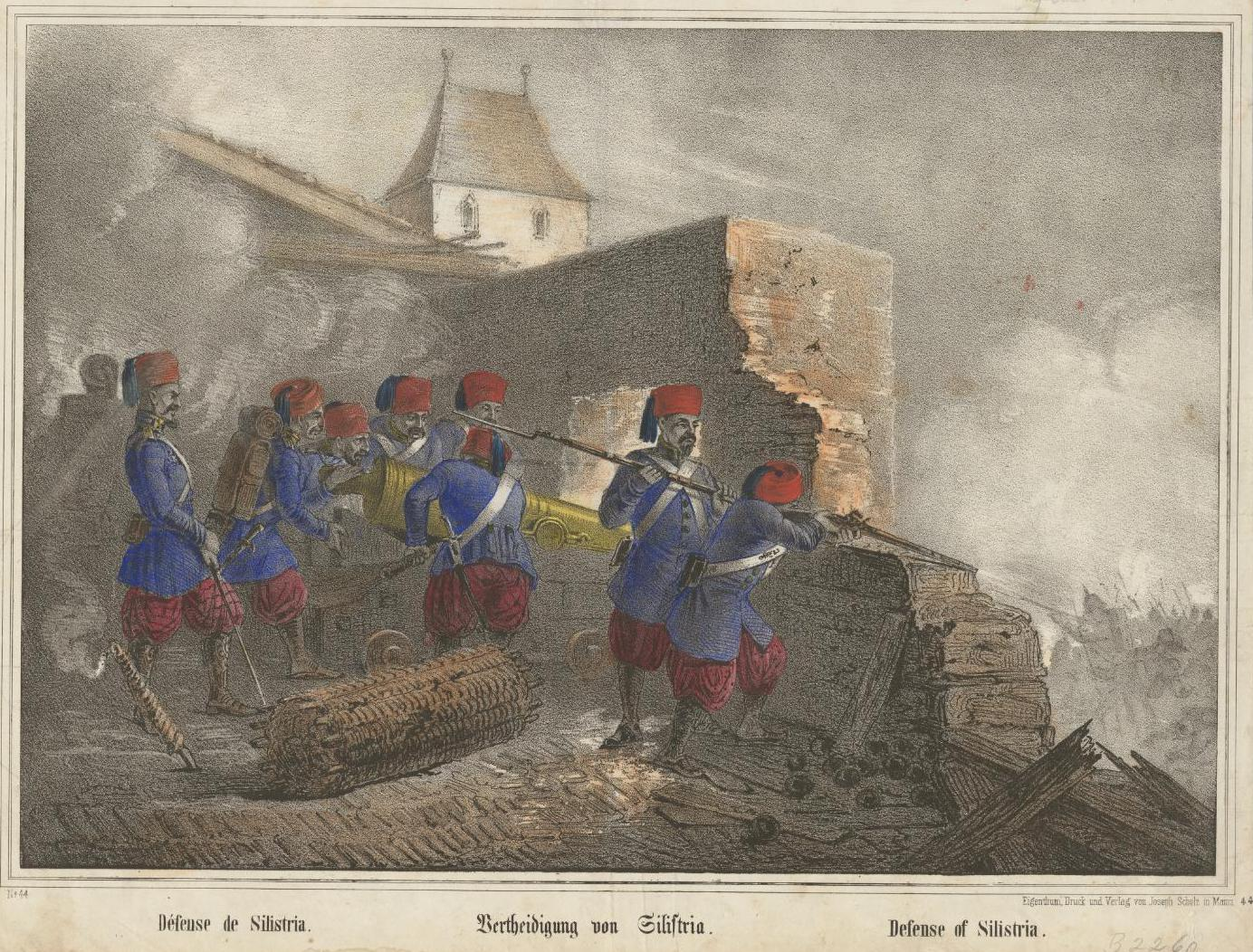
Оборона турками Силистрии

Осада Силистрии продолжалась по-прежнему нерешительно. Князь Паскевич в своих донесениях императору Николаю выражал сомнение в успехе. 28 мая (9 июня) он со всеми силами произвёл усиленную рекогносцировку к Силистрии, но был при этом контужен ядром, передал непосредственное командование Горчакову и уехал в Яссы. Генерал Шильдер также был тяжело ранен и уехал в Калараш, где умер.
К 8 (20) июня осадные работы подвинулись близко к Араб-Табии, и ночью назначен был штурм. Войска приготовились, как вдруг около полуночи пришло предписание Паскевича: немедленно снять осаду и перейти на левый берег Дуная. Поводом к такому распоряжению было письмо, полученное фельдмаршалом от императора, и враждебные действия Австрии. Николай разрешал снять осаду, так как опасался атаки превосходящих сил противника на осадный корпус. 

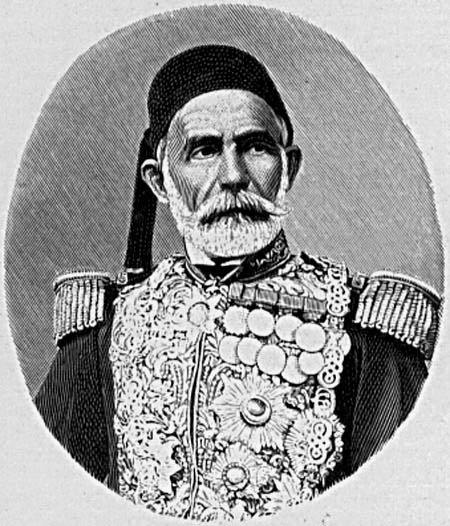
Омер-паша.

Благодаря принятым мерам, 11 (23) июня осада была снята незаметно для турок, поэтому они не преследовали отходившие русские войска. На левой стороне Дуная численность российских войск дошла до 120 тысяч личного состава и 392 орудий. Также в Бабадаге под командованием генерала Ушакова находились силы в полторы пехотные дивизии и бригада кавалерии. Турецкая армия (около 100 тысяч человек) располагалась у Шумлы, Варны, Силистрии, Рущука и Видина.
Главные силы англичан и французов (50 тысяч) из-за холеры не могли начать действовать раньше середины июля. Хотя Австрия оставалась нейтральной, но стала концентрировать армию (100 000 человек) на западной границе Российской империи.

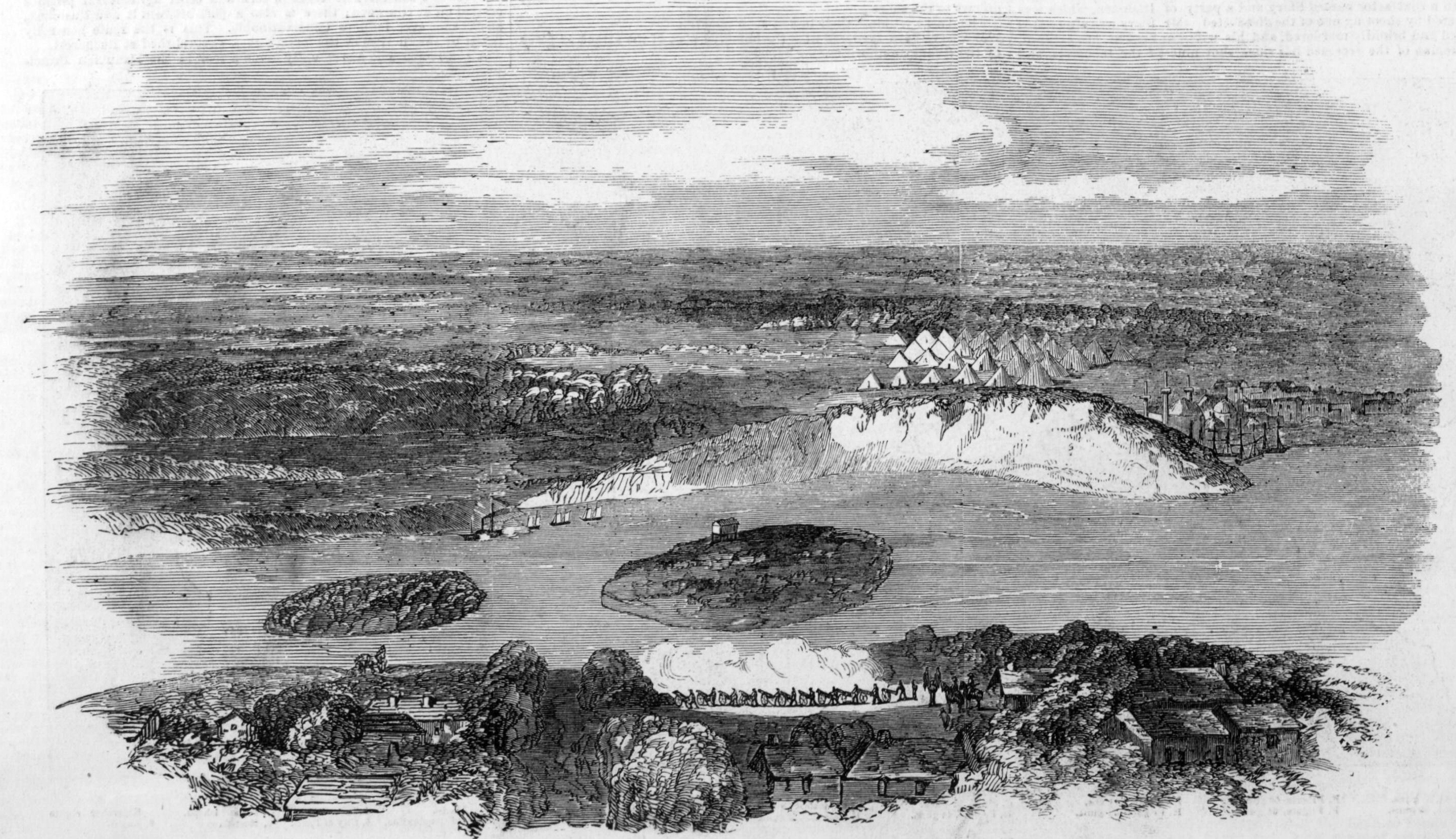
Бой у Журжи

После ухода русских из-под Силистрии, Омер-паша перешёл в наступление. Сосредоточив у Рущука более 30 тысяч человек, он 25 июня (7 июля) переправился через Дунай и после боя с малочисленным русским отрядом, упорно оборонявшим остров Радоман, овладел Журжей, потеряв при этом до 5 тысяч человек. 
Хотя затем он остановил своё наступление, но князь Горчаков тоже ничего не предпринимал против турок, а напротив, «вследствие особого хода политических обстоятельств», стал постепенно очищать княжества и в конце августа переправился на левый берег Прута у Скулян. Особый отряд генерала Ушакова, занимавший Добруджу, также отошёл за границу и расположился на нижнем Дунае, у Измаила.
По мере отступления русских турки медленно продвигались вперед, и 10 (22) августа Омер-паша вступил в Бухарест. Тогда же перешли границу Валахии австрийские войска, которые, по соглашению союзников с турецким правительством, сменили турок и заняли Дунайские княжества.
В связи с прекращением существования Дунайского театра военных действий союзным командованием было решено атаковать Крым и российскую военно-морскую базу в Севастополе, где располагался Черноморский флот. Целью было захватить город, уничтожить порт и корабли и вернуться как можно быстрее до наступления зимы. Французов этот план не убедил, и они считали, что это нападение послужит больше морским интересам Великобритании, чем интересам Франции. Тем не менее эти оговорки были отвергнуты обоими правительствами, желавшими удовлетворить свои воинственные устремления и предотвратить уничтожение экспедиционного корпуса холерой.